# نرخ خطای بیت
نرخ خطای بیت یا احتمال خطا یافتن بیت‌ها در هنگام فرستادن از فرستنده به گیرنده می‌باشد. نرخ خطای بیت، یک اندیس بدون یکا است که می‌تواند برحسب درصد بیان شود.

## احتمال خرابی یک بسته داده
با توجه به اینکه خراب شدن بیت‌ها یک پدیده تصادفی است، برای بیان آن از تئوری احتمال (گمان) بهره برده شده است. اگر احتمال خطای هر بیت برابر BER به علت ویژگی‌های فیزیکی کابل در نظر گرفته شود، احتمال اینکه یک بسته دانستار با تعداد F بیت آسیب ببیند، برابر است با:
Pf=1-(1-BER)^F

## تاثیر نرخ خطای بیت بر دیرکرد فرستادن داده
بدلیل احتمال رویداد خطا، فرستنده بایستی زمانی را برای دریافت تصدیق از گیرنده صرف کند. همچنین برای بسته داده‌هایی که دچار گزند شده‌اند، زمانی برای فرستادن دوباره گذاشته می‌شود. با توجه به پراکندگی احتمالی بالا می‌توان گفت که برای دریافت درست هر بسته داده، بایستی به طور میانگین به جای یک بار، m بار ارسال شود که m از رابطه زیر به دست می‌آید:
m=1-N*Pf/(1-Pf)
که در آن N درازای پنجره است، Pf احتمال گزند یافتن یک بسته داده.

## بنمایه
1. ↑  Zheng, Youlu, and Shakil Akhtar. Networks for computer scientists and engineers. Oxford University Press, Inc. , 2002.